# Aeroportul Internațional L.F. Wade
Aeroportul Internațional L.F. Wade (IATA: BDA, ICAO: TXKF) este un aeroport din St. David's Island⁠(d), Regatul Unit ce deservește zona Insulele Bermude. Aeroportul a fost tranzitat în 2000 de 914.457 de pasageri. A fost deschis în 1939 și numit după zona deservită.
Situat la o altitudine de 5 m, aeroportul dispune de 1 pistă.

## Infrastructură

### Piste
Aeroportul dispune de o singură pistă. Pista are orientarea 12/30.